# Automatic Packet Reporting System
Automatic Packet Reporting System (of APRS) is een digitaal informatieplatform dat gebruikmaakt van radiogolven op de frequentiebanden voor amateurradio. Het systeem is gebaseerd op Packet-Radio-modulatie en werkt veelal met een datasnelheid van 1200 baud. Ook is er een terugkoppeling naar APRS Internet System (APRS-IS), een internetbackbone waardoor het APRS-verkeer wereldwijd wordt uitgewisseld.

## Geschiedenis
Bob Bruninga (WB4APR) creëerde de oudste voorvader van APRS op een Apple II computer in 1982. Deze eerste versie werd gebruikt om positierapporten van de US Navy, uitgezonden op de HF banden, te plotten. In 1984 bouwde Bruninga een meer geavanceerde versie op een Commodore VIC-20 om de positie en status van paarden in een uithoudingswedstrijd van 100 mijl te rapporteren via radiogolven. Gedurende de volgende twee jaren ontwikkelde Bruninga het systeem verder en noemde het Connectionless Emergency Traffic System (CETS). Na een aantal FEMA-oefeningen die gebruikmaakte van CETS werd het volledige systeem overgebracht naar IBM PC. Gedurende de vroege jaren 1990 groeide CETS op tot wat nu APRS is. Door het steeds goedkoper worden van gps-ontvangers werd het gebruik van gps-positierapporten via de radio steeds populairder. Soms wordt de afkorting APRS dan ook uitgelegd als Amateur Positie Rapporterings Systeem, wat echter niet de volledige mogelijkheden van APRS omschrijft.

## Mogelijkheden van APRS
APRS wordt niet enkel gebruikt om positierapporteringen te doen. Het is het ook bruikbaar om tekstberichten te broadcasten, zoals bijvoorbeeld een inbraak in een gebouw. Het is vergelijkbaar met het SMS-systeem van het GSM-netwerk.
Verder kan men ook weerstations aansluiten op het APRS-IS-netwerk. Wie een zendmachtiging heeft kan dit ook koppelen via het radionet. Dit is een interessante toepassing voor bijvoorbeeld real time-uitlezing van weersomstandigheden en posities van een weerballon of een weerstation op een afgelegen plaats. Ook bestaat er software die de weersgegevens van APRS gebruikt om voorspellingen te maken over het weer, zoals bijvoorbeeld een storm. Dit wordt vooral in de VS toegepast door radioamateurs.
ARDF-Sync is een systeem waarbij verschillende radio-ontvangers aan elkaar doorgeven uit welke richting een signaal het sterkste voorkomt. Door triangulatie kan dan de positie van het zendsignaal worden bepaald op een digitale kaart.
Verder biedt het APRS-protocol nog tal van minder bekende mogelijkheden. Een voorbeeld hiervan is het Mile Marker-systeem, waarmee men een marker (aprs-object) op de kaart op de huidige positie kan verzenden. Deze marker blijft zichtbaar op de kaart ook al beweegt de ontvanger. Er is echter geen tracker die dit ondersteunt.

## Technische info
In zijn meest verspreide vorm wordt APRS getransporteerd over het packet-radioprotocol AX.25, met 1200 baud Bell 202-audiofrequentie-shift-keying (AFSK)-modulatie op frequenties in de 2 meter-amateurband (VHF).

### Frequenties
- Europa: 144,800 MHz
- Australië: 145,175 MHz
- Nieuw-Zeeland: 144,575 (Nationale APRS) en 144,650 MHz (digipeaters)
- Argentinië: 144,930 MHz
- Brazilië: 145,570 MHz
- Noord-Amerika: 144,390 MHz
- International Space Station: 145,825 MHz

In de Benelux maakt men in drukke gebieden ook gebruik van de frequentie 432.500 MHz in de 70cm-amateurband (UHF) als secundaire toegang, om de primaire op 2 m te ontlasten. Meestal zijn deze verbonden met elkaar en spreekt men van een CrossDigipeater.
Een APRS digipeter aan boord van het International Ruimtestation ISS maakt het mogelijk APRS berichten over een groot deel van Europa uit te wisselen, op het moment dat het ISS over Europa beweegt.

### Apparatuur

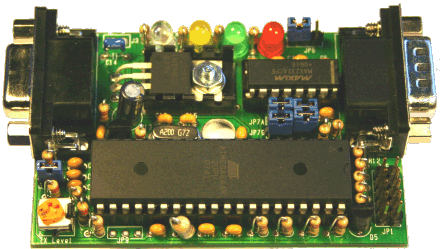
Byonics TinyTrack 4

Een APRS-infrastructuur is opgebouwd op dezelfde Terminal Node Controllers (TNC's) die gebruikt worden bij Packet Radio. APRS kan gebruik maken van verschillende TNC's, zoals een klassieke TNC-2- of Baycom-modem, een geluidskaart van een computer, of een slimme TNC. Deze laatste is meestal rechtstreeks aan te sluiten op een gps-ontvanger en de radiozender. Hij is ook slim genoeg om pas gegevens uit te zenden wanneer deze verouderd zijn (na een interval), of wanneer deze snel wijzigen (bijvoorbeeld na het nemen van een bocht of kruising). Een voorbeeld van een slimme TNC is de TinyTrack van Byonics. Er is ook radioapparatuur op de markt met een ingebouwde TNC. Aangesloten op een gps-ontvanger gebruikt deze een slimme TNC om de gegevens te verzenden. Meestal zijn de uitgezonden gegevens ook direct raadpleegbaar op het toestel, wat bij losse TNC's niet het geval is. Een voorbeeld van zo een toestel is de Kenwood TM-D710E.
Ook afgedankte commerciële radioapparatuur wordt omgebouwd naar de amateurbanden en kan worden voorzien van een slimme tracker, zodat men hier rechtstreeks een gps-ontvanger kan aansluiten. Het bekendste voorbeeld hiervan is de Bosch KF163 van het Jan Corver museum.
Verder kan men ook zelf een zender bouwen met als specifiek doel APRS. Meestal is het dan niet mogelijk om op een andere frequentie te werken. Een voorbeeld hiervan is de MicroTrack.
De backbone van het APRS-netwerk bestaat veelal uit computers waarop een of meerdere klassieke TNC-2's zijn aangesloten. Dit omdat ze nog steeds het betrouwbaarste zijn voor het ontcijferen van gegevens en de slimme logica zich gemakkelijk kan bevinden in de software op de computer. Wanneer er een internetaansluiting beschikbaar is kunnen de gegevens ook naar APRS-IS worden verzonden en dient de computer ook als I-Gate. Bruikbare computers kunnen oude 80386-PC's tot de laatste modellen zijn en zelfs embedded systemen. Er is software beschikbaar voor Windows (UI-View32) alsook Linux (Xastir, DigiNed) en Mac. De meeste Digipeaters maken gebruik van Linux in combinatie van DigiNed.

### Status/Berichten
Een statuspakket is een vrij veld dat kan worden gevuld met informatie over de huidige doelstelling van het station, een e-mailcontactadres, de frequentie waarop de verzender in spraak te bereiken is of zelfs gewoon de naam van de verzender.
Een berichtpakket kan gebruikt worden voor punt-naar-punt communicatie, algemene mededelingen en zelfs internet e-mail. Mededelingen worden door de meeste software speciaal behandeld en weergegeven op zo'n manier dat updates van mededelingen de originele mededeling vervangen. Op deze manier kan men op een snelle manier een realtimeoverzicht krijgen in bijvoorbeeld noodsituaties van de status van nabije stations, bijvoorbeeld de status van reddingswerkers en hun positie. Berichten worden naar alle online partijen verstuurd in realtime. Ze worden niet opgeslagen, maar zullen herhaald worden tot ze vervallen. Het berichtensysteem is gekoppeld met APRS-IS, wat ervoor zorgt dat het systeem globaal werkt, zolang men het path naar de bestemmeling kent. Op deze manier kunnen er wereldwijd berichten tussen stations worden verstuurd, met een radiolink als last-mile

### Path
Elk pakket legt een bepaald path af. Het aangewezen path is het WIDE1-1, WIDE2-2 path. Dit path specificeert dat het pakket maximaal 1 hop + 2 hops (dus 3 hops) mag afleggen. Elke digipeater die het pakket herhaalt zal het path aanpassen door er een hop af te halen en zijn eigen callsign te vermelden. De zendende digipeater wordt aangeduid met een asterisk (*).
Bijvoorbeeld:
- ON4SAX-9>CQ, WIDE1-1,WIDE2-2: on4sax enroute (Originele status-pakket uitgezonden door ON4SAX, nabij Antwerpen)
- ON4SAX-9>CQ, ON0APR*, WIDE2-2: on4sax enroute (pakket heruitgezonden door ON0APR (Antwerpen))
- ON4SAX-9>CQ, ON0APR, ON0DAS-4*, WIDE2-1: on4sax enroute (pakket heruitgezonden door ON0DAS (Diest))
- ON4SAX-9>CQ, ON0APR, ON0DAS-4, ON0LGE-12*: on4sax enroute (pakket heruitgezonden door ON0LGE (Liège))

Het pakket is gestopt na 3 hops. Meer is meestal ook niet nodig om opgenomen te zijn door een IGATE en dus APRS-IS. Het pakket heeft op zeer korte tijd half België doorkruist. Mogelijk werd het pakket van ON0APR ook ontvangen door een digipeater in Oost-Vlaanderen en Noord-Brabant, het pakket van ON0DAS in Henegouwen en van ON0LGE in Duitsland en Frankrijk. Op deze manier verspreidt het pakket zich exponentiële, vandaar de limiet van 3 hops.

#### Oud path
Vroeger maakte men gebruik van paden zoals RELAY, LOCAL, TRACE7-7 en WIDE7-7. Deze worden echter niet meer geaccepteerd door de hedendaagse digipeaters. WIDE7-7 telde enkel af terwijl TRACE7-7 ook de digipeaters weergaf zoals in het voorbeeld hierboven. LOCAL zou enkel door de dichtstbijzijnde digipeater worden herhaald en daarna niet meer, terwijl RELAY meerdere keren achter elkaar herhaald kon worden. RELAY was de originele vorm om op een dynamische manier data te versturen zonder dat de callsigns van de digipeaters te kennen. Voor er sprake was van digipeatersoftware werd Node-software gebruikt voor Packet Radio. Wanneer men de alias van de node op RELAY instelde zou deze ook reageren op APRS.
Omdat deze paden het APRS-netwerk zeer zwaar belasten zijn ze afgeschaft en heruitgedacht door Bob Bruninga WB4APR. Een voorbeeld: een amateur in Israël kan met WIDE7-7 of TRACE7-7 snel gezien worden tot in België, wat niet nodig is aangezien dit geen lokale data meer is. Voor globale data kan men immers terecht op APRS-IS.

## Gerelateerde systemen
Het APRS-protocol is aangepast en gebruikt voor projecten die niet direct te maken hebben met het oorspronkelijke doel. De opmerkelijkste projecten zijn FireNet en PropNet. APRS FireNet is een internetgebaseerd systeem dat het APRS-protocol gebruikt met meestal dezelfde software om gegevens in verband met brandbestrijding, aardbevingen en weersinformatie op een veel snellere manier te transporteren dan oorspronkelijk mogelijk was met APRS.
PropNET gebruikt het APRS-protocol over AX.25- en PSK31-modulatie om de propagatie van radio-frequenties te bestuderen. PropNetzenders versturen op verschillende frequenties informatie over hun positie, zendvermogen, hoogte en antenneversterking. Deze gegevens worden opgevangen door wereldwijde ontvangststations en door correlatie via internet is het mogelijk een beeld te vormen van de heersende propagaties.
OpenTrac is ontwikkeld als een alternatief voor APRS dat zuiverder en functioneler is dan APRS. Tevens is het een open protocol onder opensourcelicenties. Door de populariteit van APRS blijft OpenTrac op de achtergrond.

## Wetgeving in België
In de maanden september/oktober 2008 was er ophef over het gebruik van APRS in België. Een tiental amateurstations werd op het matje geroepen bij de NCS. De reden was dat die stations mobiel actief waren, terwijl er geen /M suffix werd meegezonden in hun 'callsign'. De SSID's achter de roepnaam zouden niet geldig zijn ter vervanging van /M. Verder zou het niet toegelaten zijn om het signaal automatisch te laten uitzenden door een tracker. Enkel manuele zendingen zijn toegelaten. Zowel de UBA als het BIPT hebben hun ongenoegen op deze acties door het NCS geuit. Intussen zijn de gemoederen bedaard en is het voldoende om in de bakentekst de roepnaam gevolgd door /M te vermelden.